# 専業主婦
専業主婦（せんぎょうしゅふ、英: stay-at-home mother or SAHM）は、家事（炊事、洗濯、掃除など家庭における日常生活運営）を専業としたライフコースの女性。主婦の中でも妊娠・出産を機に稼業から離れて、家事・子育てを引き受け、夫の稼業を支えている既婚女性・内縁女性。男性の場合は専業主夫。主婦業をメインとしながらもパートタイム勤務をしている女性は、パート主婦または準専業主婦と呼ばれる。

## 概説
「働く女性（賃金労働者）」と「専業主婦」は必ずしても相反する概念ではなく、様々な理由から多くの女性が「働く女性（賃金労働者）」と「専業主婦」というライフコースの行き来もある。賃金労働に従事していない時期名である為、「無職」に分類されたりもする。育児休暇中の女性賃金労働者、また企業等で定年まで勤めあげた女性が定年退職後に家事専業となった場合も「専業主婦」とみなされる。
企業における「総務・経理」と同様に、組織において金銭を外部から直接的に稼得する役割ではないが、専業主婦は家庭という組織内部で貢献しつつ内部分配を受けることから、企業における製造・営業に対する「総務・経理的役割」と同等の「家庭内の役割」だと考えられている。
アメリカの企業ユナイテッド・テクノロジーズが『ウォールストリート・ジャーナル』紙に1979年から月1回の割合で掲載したアドボカシー広告「グレイ・マター」（グレイは、当時の社長の姓）のシリーズの中で、1980年7月「世界で一番クリエイティヴな仕事とは」という題で、主婦の仕事を取り上げ、しかもそれに性別を取り去った「家事担当者」（homemaker）という表現を使用して、反響を呼んだ。
一家を支える男性が稼ぎ手となって家の外で給与労働に専従することにより、家の中で「出産（再生産）・育児に専念する」ということで、マルクス主義やフェミニズムでは「再生産労働（出産・育児活動）に携わる女性」、という言い方をする。一方、企業・組織が成長・進化するごとに内部での役割分業が進展することになぞらえて、専業主婦家庭の形態を「歴史的に最も進んだ要素が存在する」とする立場もある。

## 日本

### 第一次産業時代
江戸時代には、武士階級の中でも上級クラス（藩主、家老、奉行など）は結婚後の女性は家事・育児だけを負担する、現代で言うところの専業主婦であった。しかし、その層以外の女性は結婚後も兼業主婦であった。1910年代に入ると、大都市部を中心に、男性が月給をもらって働くサラリーマンが誕生し、同時に家計を預かる主婦も誕生した。1933年（昭和8年）の『経済座談』（平井泰太郎、千倉書房）によると、「共稼ぎがだいぶ増えたと言われるが、サラリーマン（の妻）にそういうのが増えただけだ」と記載されている。しかし、戦前から戦後の1950年代頃までは、産業の中心は第一次産業で農林漁業従事者が多く、男女ともに就業していることが多かった。都市部でも同様に、女性は貴重な労働力として生産活動に従事していた。
このように、専業主婦は歴史的にある時期から生まれたもので、永遠に固定的に存在するものではないと考えられると指摘されている。

### 第二次産業時代・専業主婦の普遍化
戦前は工業やサービス業、町工場や商店などは一家総出の家業として営まれ、子守は手の空いている者が片手間に行い、余裕のある家庭では子守をする者が雇われていた。給与所得者と専業主婦の組み合わせは、戦前の場合は軍人・役人・大企業の幹部などレアケースに限られたが、戦後の高度成長期に夫が給与所得者で妻が家庭を守る専業主婦の形態が普及した。専業主婦の割合はイギリスで1920年頃は8割以上、アメリカでは1950年頃の専業主婦の割合は75%だった。1933年にナチスドイツが政権を獲得すると、「母よ、家庭に帰れ」をスローガンに関連の政策を打ち出した。この政策は日本にも専業主婦奨励の影響を与えたと主張されるが、実際には貧困のために働く女性が存在し、戦争が激化すると工場労働で男性労働者が不足しているため、ドイツでも日本でも女性労働者が積極的に登用された。
戦後の製造業を中心とする高度経済成長が始まり、男性は企業の被雇用者となることが一般化し、週6日働き続けるというシステムが普及した。その結果、家から離れて仕事をすることとなり、家事や育児をする役割を担う専業主婦が登場した。
1954年の「婦人の職業生活に関する世論調査」での「生活に余裕ができたら、女の人は、家庭にいた方がよいと思われますか。それとも積極的に職業をもったほうがよいと思いますか」という設問で「家庭にいた方がよい（専業主婦賛成）」は男性67.2％、女性68.0％、「職についた方がよい」は男性18.1％、女性16.0％の結果であった。1962年には池田勇人内閣が「人づくり」政策を発表し、「母親は家庭に帰れ」とのスローガンによる専業主婦の推進などサラリーマンを中心に専業主婦の増加傾向は定着した。
具体的には、1955年時点で「サラリーマンの妻」では専業主婦の割合は74.9%と高かったが、全有配偶女性に占めるサラリーマンの妻の割合が41.5%と既婚者日本人女性の半数以下であったため、専業主婦の数は890万人に留まった。一方、1995年にはサラリーマンの妻で専業主婦の割合は46.6%に落ち込んだが、全有配偶女性に占めるサラリーマンの妻の割合が71.8%と上昇したため、専業主婦総数では1333万人になっている。
一方で、1980年の1526万人をピークに専業主婦総数は減少している。日本で専業主婦の割合が一番高いのは1975年の60%程度であり、海外で専業主婦が多い時代と比較するとさほど普及しなかったとも言われる。

### 専業主婦世帯の減少傾向以降
1980年から専業主婦は減少傾向であったが、1990年に一転増加傾向になった。専業主婦の増加傾向は1990年から1995年まで続いた。しかし、1996年に共働き世帯が専業主婦世帯を逆転し、以降から減少に転じた。その後も減少傾向は続き、2023年には専業主婦世帯は517万世帯と共働き世帯の半分以下にまで減少した。専業主婦率の推移を見ると、農林漁業就業率を加味すると1940年の51%から2000年の47％と若干の減少に留まるが、農林漁業就業率を除外すると1940年の87%から2000年49%へと大きく減少している。

### 女性への意識調査・世論調査
国立社会保障・人口問題研究所の調査では、専業主婦を終生「理想のライフコース」とする女性は1987年の34%から2015年には18%まで減少している。専業主婦を希望する女性でも、経済的な面から実際に「予定のライフコース」とする女性は7.5%にまで減っている。夫が妻に対して希望する「子育てに専念した後の再就職」は37.4%、仕事と主婦の「両立」は上昇を続け33.9%、そのまま専業主婦のライフコースを継続することを期待する率は1987年は38%だったが、2015年は10.1%に減少していた。
夫が高学歴である場合は、妻の主婦化が促進される傾向にあることが調査により判明している。
2020年度版の「男女共同参画白書」では「夫は外で働き、妻は家庭を守るべきだ」と考える人は女性で6.5%、男性では8.6%であった。 2021年7月にNHK放送文化研究所より発表されたジェンダーに関する世論調査によると、「夫は外で働き、妻は家庭を守るべきである」という考え方について、賛成（賛成＋どちらかと言えば賛成）が40.1％であり、「反対」（反対＋どちらかと言えば反対）が59.1％であった。
ソニー生命保険株式会社による調査にて、有職女性の中で「本当は専業主婦になりたい」は33%、その中でも20代有職女性に限ると43%であった。

### 地域社会における専業主婦の役割
平日の昼間に地域社会へ参画可能な時間を活かして、地域社会での活動や学校活動で任される役割は少なくない。
- 町内会における役割: 主に町内会等の地域組織の中において、専業主婦が役員を務めることが多い。
- 学校における役割: PTA等において役員を務める例が多い。またボランティアとして本の読み聞かせや教師の補助等を依頼されて活動する。また、地域の祭りの為に、地域の子ども達に踊りを教え、ハッピ等の準備を行う。
- 連絡網の補完: 昼間、地域社会から離れて働く女性（賃金労働者）の家庭の為に、連絡網を補完する。
- 男女共同参画社会における役割
ボランティアの場などにおいて、主たる担い手として活躍している。全国社会福祉協議会「全国ボランティア活動者実態調査」（平成13年）によれば、ボランティア活動者の職業は「仕事をもっていない主婦」が最も多くなっており、男女共同参画社会推進の一翼を担う[19]。

家庭を持つ女性の多くは、ライフコースの中において専業主婦という立場と働く女性という立場を行き来するため、基本的にはそれぞれの立場で互いに譲り合い、協力関係にある。

## 日本以外の国

### アメリカ合衆国
米国では1990年代後半には女性の約60%が家庭外で働くようになったが、その後は横ばい状態が続き、コンピュータ業界などでは2000年初頭から女性が減少傾向にある。
米国では1994年には15歳以下の子どもがいる母親の約20%が専業主婦だったが、その割合は2008年には4%ほど増加した。その背景には、自治体が財政難で、子どもを預けられるサービスが見つけづらくなっているためと考えられている。また、米国には有給の産休の制度がなく、そもそも有給休暇制度の法律上の保障が存在しないことも背景にある。

## 社会的担当・消費活動
社会学・女性学において、専業主婦を含む主婦は再生産労働を担当し、男性が賃労働をすることのできる生活の基盤を維持するために不可欠なものを担っているとされる。専業主婦は他にも、地域のボランティアや社会教育を担い、家庭や地域での活動を通じて社会貢献をしていると評価されている。また、雇用関係下にある賃金労働者に比べ、日中の行動範囲は基本的に自由かつ多様で、行動は自己決定権の元にあり、経済力にも比較的余裕がある傾向にある。
このような主婦の広範な行動力を見込んでショッピングモールや映画館などの商業施設は平日の日中から営業し、スポーツクラブや多彩なカルチャーセンターが「活動的な専業主婦」向けに開催されている。他にも主婦向けに、女性割引などのサービスがよく行われており、消費主体としても重要視されている。